# Fritz Mikesch
Fritz Mikesch (* 1939 in Innsbruck; † 2009) war ein österreichisch-deutscher Maler, Grafiker und Hörfunkautor.

## Wirken
Mikesch, der seit 1966 als Freiberufler in Berlin lebte, war ursprünglich als Maler und Grafiker aktiv. Seit 1979 arbeitete er für den Hörfunk. Er schrieb Prosatexte für Kinder und Erwachsene, Feature-Sendungen und Hörspiele, darunter die vierteilige Reihe Nachrichten aus der Anstalt (1982–1983) und Gabriele in der gelben Zeit (1994, mit dem Deutschen Kinderhörspielpreis ausgezeichnet).

## Hörspiele
- 1981: Richtung Hof, Regie Ursula Weck
- 1982: Nachrichten aus der Anstalt (1. Teil), Regie Christian Geerdes
- 1982: Nachrichten aus der Anstalt (2. Teil), Regie Ursula Weck
- 1983: Nachrichten aus der Anstalt (3. und 4. Teil), Regie Ursula Weck
- 1984: Alle Namen sind vergangen, Regie Norbert Schaeffer
- 1984: Faito, Regie Norbert Schaeffer
- 1984: Das Profil der Gemütlichkeit, Regie Michael Gaida
- 1984: Irr-Gang, Regie Michael Gaida
- 1984: Der Lauschtreffer, Regie Franz Hölbing
- 1984: Trauermarsch der Norm, Regie Franz Hölbing
- 1984: Hoffnung, dieser fade Hering (mit Ronald Steckel), Regie Heinz Hostnig
- 1985: Konversation im Luftraum, Regie Günter Bommert
- 1986: Leben ohne Höhepunkt, Regie Norbert Schaeffer
- 1987: Ängstliche Herzen im Leibe der Hunde, Regie: Hans Gerd Krogmann
- 1988: Schatten im Feuer, Regie Hans Gerd Krogmann
- 1988: Zwei Tage in Edo: Blühendes Chaos oder von der Unmöglichkeit, den Drachen nach der Natur zu malen, Regie Norbert Schaeffer
- 1990: Licht auf Gras – Ein Lied vom Alltag, Regie Norbert Schaeffer
- 1990: Verheerendes Wohnen gesprochener Sätze in dachlosen Zonen, Regie Ursula Weck
- 1993: S.M.I.L.E., Regie Norbert Schaeffer
- 1994: Gabriele in der gelben Zeit, Regie Ursula Weck, Elisabeth Panknin
- 1996: Die Karamelmaschine – Wunderland ist überall, Regie Annette Jainski
- 1999: Gestorben, Regie Leonhard Koppelmann
- 2006: Pflege-Fall, Regie Annette Berger

(Quelle:)